# Lilbourn (Misuri)
Lilbourn es una ciudad ubicada en el condado de Nueva Madrid en el estado estadounidense de Misuri. En el Censo de 2010 tenía una población de 1190 habitantes y una densidad poblacional de 489,31 personas por km².

## Geografía
Lilbourn se encuentra ubicada en las coordenadas 36°35′27″N 89°36′47″O / 36.59083, -89.61306. Según la Oficina del Censo de los Estados Unidos, Lilbourn tiene una superficie total de 2.43 km², de la cual 2.43 km² corresponden a tierra firme y (0%) 0 km² es agua.

## Demografía
Según el censo de 2010, había 1190 personas residiendo en Lilbourn. La densidad de población era de 489,31 hab./km². De los 1190 habitantes, Lilbourn estaba compuesto por el 63.95% blancos, el 34.12% eran afroamericanos, el 0.25% eran amerindios, el 0% eran asiáticos, el 0% eran isleños del Pacífico, el 0% eran de otras razas y el 1.68% pertenecían a dos o más razas. Del total de la población el 0.25% eran hispanos o latinos de cualquier raza.